# Leo Läkemedel AB
Leo Läkemedel AB (alternativt AB Leo eller Aktiebolaget Leo) var ett svenskt läkemedelsföretag med säte i Helsingborg, grundat 1914 på initiativ av de danska apotekarna August Kongsted och Marius Antons. Leo var från början ett dotterbolag till danska Løvens Kemiske Fabrik. Under första världskriget låg verksamheten nere på grund av råvarubrist och handelshinder. År 1919 förvärvade man en tomt i stadsdelen Stattena och där har Leo och dess efterföljare varit verksamma sedan dess. Anläggningen har utökats efter behov och har genom åren vuxit till med en tomt på andra sidan av Ringstorpsvägen vid Fredriksdalsskogen, för forskning och utveckling, och en på Ättekulla i södra Helsingborg för lagerhantering.
Leo hade ett stort sortiment av läkemedel, men de preparat som företaget framförallt förknippades med var det laxermedel som blev känt som "Leo-piller", liksom värktabletten Albyl. Man blev också en pionjär i Sverige när det gällde utveckling och försäljning av insulin. Senare nåddes stora framgångar inom hormoner, psykofarmaka och cancerterapi. Penicillinpreparatet Calciopen, vitaminberedningen Vitatonin och den brusande värktabletten Treo var andra stora produkter.
Leo blev svenskägt 1983 när Wilh. Sonesson AB köpte det av danska H.Lundbeck & Co.. I samband med köpet inträffade den så kallade Leo-affären. Redan tre år senare såldes det vidare till Pharmacia för 3,3 miljarder kronor. Detta företag slogs 1989 samman med Kabi, Procordias läkemedelsföretag. 1995 bildades en ny konstellation, Pharmacia & Upjohn och år 2000 Pharmacia Corp., varvid företagsledningen hamnade i USA. År 2003 köptes Pharmacia Corp. upp av Pfizer och företaget bytte då namn till Pfizer Health AB. Pfizer Consumer Healthcare, där Pfizer Health ingick, såldes 2006 till McNeil, ett bolag inom Johnson & Johnson-koncernen och verksamheterna i Helsingborg drivs nu under namnet McNeil Helsingborg. 
År 2006 arbetade cirka 950 personer vid läkemedelsfabriken i Helsingborg. Den nuvarande storsäljaren är nikotinersättningsmedlet Nicorette, också framtaget under Leo-tiden.